# Rebergues
Rebergues település Franciaországban, Pas-de-Calais megyében. Lakosainak száma 397 fő (2022. január 1.). Rebergues Licques, Audrehem, Escœuilles, Haut-Loquin, Hocquinghen, Surques és Clerques községekkel határos.

## Népesség
A település népessége az elmúlt években az alábbi módon változott:
| Lakosok száma | 325  | 368  | 385  | 375  | 371  | 367  | 374  | 385  | 397  |
|               | 2013 | 2015 | 2016 | 2017 | 2018 | 2019 | 2020 | 2021 | 2022 |